# Gooik-Geraardsbergen-Gooik 2018
La 8e édition de Gooik-Geraardsbergen-Gooik a eu lieu le 26 mai 2018. La course fait partie du calendrier international féminin UCI 2018 en catégorie 1.1. Elle est remportée par l'Australienne Sarah Roy.

## Présentation

### Parcours
Le parcours effectue un premier circuit long de trente-cinq kilomètres. Il enchaîne ensuite sur un grand tour de quarante-sept kilomètres avec notamment les ascensions du mur de Grammont et du Bosberg, avant de se conclure par deux tours de vingt-huit kilomètres. À cause de travaux, la montée du mur de Grammont est abandonnée, la course passe par Vesten qui se trouve à côté.

### Équipes
| Équipes féminines professionnelles (8)- Doltcini-Van Eyck Sport - Experza-Footlogix - Health Mate-Cyclelive Team - Lotto Soudal Ladies - Mitchelton-Scott - Parkhotel Valkenburg-Destil - Valcar PBM - WaowDeals Équipe nationale- Finlande Équipe féminines amateur (13)- Autoglas Wetteren - Loving potatoes-de Jonge Renner - Equano-Wase Zon - Isorex - Jan van Arckel - Jos Feron Lady Force - Keukens Redant - Maaslandster Veris CCN - Memorial Santos-Fupep - Restore - Swaboladies.nl - Team Drenthe - Wielerclub de sprinters Malderen |
| |

## Récit de la course
Les premières tentatives d'échappée viennent des équipes Lotto-Soudal, Parkhotel Valkenburg et Valcar-PBM. À Grammont, sur le Vesten, Sarah Roy attaque. Sur le Bosberg, sa coéquipière Gracie Elvin, double vainqueur de l'épreuve, part en poursuite. Derrière un groupe d'une dizaine de coureuses se forme. Si l'écart est faible au départ, la bonne coopération entre Roy et Elvin leur permet d'accumuler une avance conséquente. Ainsi à trente kilomètres de l'arrivée, elles comptent deux minutes d'avance. Derrière, les poursuivantes sont au nombre de cinq. Il s'agit de : Sofie De Vuyst, Elisa Balsamo, Maria Giulia Confalonieri, Demi De Jong et Georgia Williams. Les deux échappées s'imposent côte-à-côte, la leader Gracie Elvin laissant les honneurs de la victoire à sa coéquipière. Derrière, le sprint est long à démarrer. Elisa Balsama part de la première place et distance ses adversaires.

## Classements

### Classement final
| \| Classement général \| Classement général \| Classement général \| Classement général \| Classement général \| \| Coureuse \| Coureuse \| Pays \| Équipe \| Temps \| \| ------------------ \| ------------------------- \| ------------------ \| ----------------------- \| ------------------ \| \| 1re \| Sarah Roy \| Australie \| Mitchelton-Scott \| 3 h 37 min 12 s \| \| 2e \| Gracie Elvin \| Australie \| Mitchelton-Scott \| + 0 s \| \| 3e \| Elisa Balsamo \| Italie \| Valcar PBM \| + 6 min 35 s \| \| 4e \| Sofie De Vuyst \| Belgique \| Doltcini-Van Eyck Sport \| + 6 min 35 s \| \| 5e \| Demi de Jong \| Pays-Bas \| Lotto Soudal Ladies \| + 6 min 35 s \| \| 6e \| Georgia Williams \| Nouvelle-Zélande \| Mitchelton-Scott \| + 6 min 35 s \| \| 7e \| Maria Giulia Confalonieri \| Italie \| Valcar PBM \| + 6 min 35 s \| \| 8e \| Lorena Wiebes \| Pays-Bas \| Parkhotel Valkenburg \| + 8 min 24 s \| \| 9e \| Jessy Druyts \| Belgique \| Experza-Footlogix \| + 8 min 24 s \| \| 10e \| Valerie Demey \| Belgique \| Lotto Soudal Ladies \| + 8 min 24 s \| |                           |                  |                         |                 |
| |                           |                  |                         |                 |
| Source : ProCyclingStats |                           |                  |                         |                 |
| Classement général |                           |                  |                         |                 |
| Coureuse | Coureuse                  | Pays             | Équipe                  | Temps           |
| 1re | Sarah Roy                 | Australie        | Mitchelton-Scott        | 3 h 37 min 12 s |
| 2e | Gracie Elvin              | Australie        | Mitchelton-Scott        | + 0 s           |
| 3e | Elisa Balsamo             | Italie           | Valcar PBM              | + 6 min 35 s    |
| 4e | Sofie De Vuyst            | Belgique         | Doltcini-Van Eyck Sport | + 6 min 35 s    |
| 5e | Demi de Jong              | Pays-Bas         | Lotto Soudal Ladies     | + 6 min 35 s    |
| 6e | Georgia Williams          | Nouvelle-Zélande | Mitchelton-Scott        | + 6 min 35 s    |
| 7e | Maria Giulia Confalonieri | Italie           | Valcar PBM              | + 6 min 35 s    |
| 8e | Lorena Wiebes             | Pays-Bas         | Parkhotel Valkenburg    | + 8 min 24 s    |
| 9e | Jessy Druyts              | Belgique         | Experza-Footlogix       | + 8 min 24 s    |
| 10e | Valerie Demey             | Belgique         | Lotto Soudal Ladies     | + 8 min 24 s    |

### Points UCI
| Position           | 1er | 2e | 3e | 4e | 5e | 6e | 7e | 8e | 9e | 10e | 11e | 12e | 13e à 15e | 16e à 25e |
| Classement général | 125 | 85 | 70 | 60 | 50 | 40 | 35 | 30 | 25 | 20  | 15  | 10  | 5         | 3         |

## Organisation et règlement

### Primes
L'épreuve attribue les primes suivantes :
| Position | 1er     | 2e    | 3e    | 4e    | 5e    | 6e    | 7e    | 8e    | 9e    | 10e   |
| Prix     | 1 150 € | 850 € | 570 € | 340 € | 290 € | 250 € | 225 € | 200 € | 170 € | 150 € |

Les places de onzième à la quinzième donnent 120 €, celles seize à vingt 90 €.